# Volapik
Volapík (tudi volapük) je umetni jezik. Jezikovni kodi ISO 639 sta vo in vol.
Volapik je razvil med letoma 1879 in 1880 Johann Martin Schleyer (1831-1912), katoliški duhovnik v Badnu v Nemčiji. Schleyer je čutil, da mu je bog v sanjah povedal naj izdela mednarodni jezik. Zbori volapiškega jezika so bili leta 1884 v Friedrichshafnu, leta 1887 v Münchnu in leta 1889 v Parizu. Na prvih dveh zborih so uporabljali nemščino, na zadnji konferenci pa le volapik sam. Do leta 1889 je bilo okoli 283 društev, 25 časopisov v ali o volapiku in 316 učbenikov v 25 jezikih. Po nekaterih podatkih naj bi jezik Volapük v letu 1889 govorilo ali vsaj razumelo približno 500.000 govorcev večinoma nemške narodnosti. Že tedaj pa resni jezikoslovci temu umetnemu jeziku niso pripisovali nobene bodočnosti, saj je slonel zgolj na nekih pravilih in slovnici, prava slovnica pa ima svoje življenje le v jeziku, ki se razvija skupaj z narodom, ki ga govori ter ga po potrebi spreminja in zato spreminja tudi slovnična pravila. Jezik ustvarja slovnico in ne slovnica jezika. Prav toga slovnica Volapüka je največja ovira, da bi se ta jezik razvijal, zato je tudi Schleyerjev slovar s preko 10 000 besedami odveč. Schleyer je tudi trdil da je »njegov« jezik »blagoglasen«, vendar pa iz sledečih ustvarjenih stavkov tega ni čutiti, npr:
- Kje je moja britev? - Kipland binom bani baneif obik?
- Jaz se bom sedaj obril. - Nu obi obalibelob.
- Pij kar je čisto! - Dlinolöd kelos leklülik!

Stavki v Volapüku nimajo nobenega ritma niti sklada glasov.
Beseda volapik izhaja iz angleških besed 'world' in 'speak' - »vol« (svet) in »pük« (jezik, govoriti), kar pomeni »svetovni jezik«.

## Abeceda
Volapiška abeceda ima 28 črk:
Volapik se je z razvojem interneta začel uporabljati na primer tudi za pisanje ruskih besedil in elektronskih pošt iz cirilice v latinico, kjer je nastal pravi mali prečrkovalni sistem, volapiško kodiranje, vendar bolj za šalo kot zares.